# Вилегжанін Володимир Аркадійович
Володимир Аркадійович Вилегжанін (22 серпня 1954, місто Свердловськ, тепер Єкатеринбург, Російська Федерація) — радянський діяч, секретар парткому Камського об'єднання з виробництва великовантажних автомобілів (КамАЗ) міста Набережні Човни Татарської АРСР. Народний депутат Татарської АРСР. Член ЦК КПРС у 1990—1991 роках.

## Життєпис
У 1976 році закінчив Горьковський політехнічний інститут.
У 1976—1982 роках — майстер, інженер-конструктор, заступник начальника цеху автоскладального заводу Камського об'єднання з виробництва великовантажних автомобілів (КамАЗ) міста Набережні Човни Татарської АРСР.
Член КПРС з 1982 року.
У 1982—1987 роках — начальник цеху, начальник відділу автоскладального заводу КамАЗ міста Набережні Човни Татарської АРСР.
У 1987—1988 роках — секретар партійного комітету (парткому) автоскладального заводу КамАЗ.
У 1988 році — заступник директора автоскладального заводу КамАЗ.
У 1988—1991 роках — секретар партійного комітету (парткому) Камського об'єднання з виробництва великовантажних автомобілів (КамАЗ) міста Набережні Човни Татарської АРСР.
Подальша доля невідома.